# Sportclub (DDR)
Ein Sportclub (SC) war im DDR-Sportsystem ein speziell geförderter, leistungssportlich orientierter Club.
Sportclubs entstanden in der DDR ab 1954. Gegründet wurden sie anfangs von sogenannten Sportvereinigungen, die als Dachverbände für Sportgemeinschaften einzelner Gewerkschaftsbereiche dienten. Anfang der 1960er Jahre straffte die DDR-Sportführung das System und richtete Bezirks-Sportclubs ein. Die Sportclubs bestanden in dieser Form bis zur Wende 1990, als sie entweder aufgelöst wurden oder den Vereinsstatus nach westdeutschem Vorbild erhielten.

## Allgemeines
Bereits um 1950 waren in der DDR viele Betriebssportgemeinschaften (BSG) entstanden. Eine gezielte Förderung der Spitzensportler war so kaum möglich. Deshalb forcierte die Sportführung der DDR die Bildung von Sportclubs. Ein Sportclub diente dem Leistungssport und war der BSG vorangestellt, die für die Ausübung von Breitensport fortbestand. Die besten Sportler der Betriebssportgemeinschaften wurden – häufig schon im Kindesalter – zu den Sportclubs „delegiert“. Dort standen ihnen oft weit bessere Trainingsmöglichkeiten zur Verfügung und sie wurden wesentlich intensiver betreut, allerdings kamen sie in vielen Fällen auch mit dem gängigen DDR-Dopingsystem in Berührung. Die Sportclubs profitierten von den eng mit ihnen verflochtenen Kinder- und Jugendsportschulen. Angesichts der enormen internationalen Erfolge, die DDR-Sportler bei Olympischen Spielen sowie Welt- und Europameisterschaften errangen, hatte sich das Sportclub-Konzept bewährt.
Erkennbar waren Sportclubs schon dem Namen nach an ihrem einheitlichen Kürzel „SC“. Ausnahmen hiervon waren die Armeesportklubs der Armeesportvereinigung Vorwärts (ASK), der Turn- und Sportclub Berlin (TSC) sowie der Fallschirmsportclub Dynamo Eilenburg (FSC). Der größte Sportclub der DDR war der SC Dynamo Berlin. In den einzelnen Sportclubs wurden nur ausgewählte Sportarten schwerpunktmäßig trainiert. Exemplarisch hierfür sind die Wintersportclubs SC Traktor Oberwiesenthal, ASK Vorwärts Oberhof, SC Motor Zella-Mehlis und SC Dynamo Klingenthal.

## Sportclubs der Sportvereinigungen in den 1950er Jahren
Die „Direktive des Politbüros der SED zur weiteren raschen Aufwärtsentwicklung von Körperkultur und Sport“ vom 13. Juli 1954 hatte das Ziel, den Leistungssport zu fördern. Letztendlich bewirkte sie die Bildung von Sportclubs. Hintergrund waren in erster Linie das Streben nach internationaler Anerkennung sowie Propagandazwecke. Durch die bei gezielter Förderung zu erwartende hohe Medaillenausbeute bei internationalen Wettkämpfen sollte eine Überlegenheit des sozialistischen Systems im Ostblock gegenüber dem Kapitalismus westlicher Staaten suggeriert werden.
Da in der DDR infolge eines Beschlusses des Deutschen Sportausschusses vom 3. April 1950 nach sowjetischem Vorbild zentrale Sportvereinigungen auf der Basis der Gewerkschaftsstruktur gebildet worden waren, lag die Sportclubgründung nun an diesen. Daraufhin riefen 16 der insgesamt 18 Sportvereinigungen (bis auf die SV Medizin und Post) zumeist einen, in wenigen Fällen auch mehrere Sportclubs ins Leben. In der Regel wurde der Sportclub in einer Stadt angesiedelt, in der ein leistungsstarker VEB des jeweiligen Gewerkschaftsbereichs die Funktion des Trägerbetriebs übernahm. So befand sich beispielsweise der SC Wismut Karl-Marx-Stadt in der Stadt, in der auch die SDAG Wismut ihren Sitz hatte (Stadtteil Chemnitz-Siegmar).

### Liste der DDR-Sportclubs 1956
| Wappen | Sportclub                                        | Gründung        | Stadt           | Bezirk           | Träger                                                    | Sportvereinigung                           |
| ------ | ------------------------------------------------ | --------------- | --------------- | ---------------- | --------------------------------------------------------- | ------------------------------------------ |
|        | SC Aufbau Berlin                                 | 12. Mai 1951    | Berlin          | (Ostberlin)      |                                                           | SV Aufbau                                  |
|        | SC Dynamo Berlin                                 | 1. Okt. 1954    | Berlin          | (Ostberlin)      | Ministerium für Staatssicherheit                          | SV Dynamo                                  |
|        | SC Einheit Berlin                                | 9. Nov. 1954    | Berlin          | (Ost-Berlin)     | Magistrat von Berlin                                      | SV Einheit                                 |
|        | SC Motor Berlin                                  | Feb. 1955       | Berlin          | (Ost-Berlin)     |                                                           | SV Motor                                   |
|        | Berliner TSC                                     | 14. Jan. 1955   | Berlin          | (Ost-Berlin)     | Industriegewerkschaft Druck und Papier Gewerkschaft Kunst | Berliner TSC                               |
|        | ZASK Vorwärts Berlin                             | 29. Sep. 1953   | Strausberg      | Frankfurt (Oder) | Nationale Volksarmee                                      | ASV Vorwärts                               |
|        | SC Aktivist Brieske-Senftenberg                  | Okt. 1954       | Senftenberg     | Cottbus          | VEB Braunkohlenkombinat Senftenberg                       | SV Aktivist                                |
|        | ASK Vorwärts Oberhof                             | 1955            | Brotterode      | Suhl             | Nationale Volksarmee                                      | ASV Vorwärts                               |
|        | ASG Vorwärts Cottbus                             | 1955            | Cottbus         | Cottbus          | Nationale Volksarmee                                      | ASV Vorwärts                               |
|        | SG Dynamo Dresden                                | 12. Apr. 1953   | Dresden         | Dresden          | Deutsche Volkspolizei                                     | SV Dynamo                                  |
|        | SC Einheit Dresden                               | 21. Nov. 1954   | Dresden         | Dresden          |                                                           | SV Einheit                                 |
|        | SC Turbine Erfurt                                | Sep. 1954       | Erfurt          | Erfurt           | VEB Reparaturwerk „Clara Zetkin“ Erfurt                   | SV Turbine                                 |
|        | ASK Vorwärts Erfurt                              |                 | Erfurt          | Erfurt           | Nationale Volksarmee                                      | ASV Vorwärts                               |
|        | SC Chemie Halle-Leuna                            | 1. Sep. 1954    | Halle (Saale)   | Halle            | Leunawerke                                                | SV Chemie                                  |
|        | SC Wissenschaft Halle                            | 1. Oktober 1954 | Halle (Saale)   | Halle            | Martin-Luther-Universität Halle-Wittenberg                | SV Wissenschaft                            |
|        | SC Motor Jena                                    | 19. Nov. 1954   | Jena            | Gera             | VEB Carl Zeiss Jena                                       | SV Motor                                   |
|        | SC Motor Karl-Marx-Stadt                         | 3. März 1956    | Karl-Marx-Stadt | Karl-Marx-Stadt  |                                                           | SV Motor                                   |
|        | SC Wismut Karl-Marx-Stadt                        | 13. Nov. 1954   | Karl-Marx-Stadt | Karl-Marx-Stadt  | SDAG Wismut                                               | SV Wismut                                  |
|        | SC Dynamo Klingenthal                            |                 | Klingenthal     | Karl-Marx-Stadt  |                                                           | SC Dynamo Klingenthal                      |
|        | SC Wissenschaft DHfK Leipzig                     | 20. Sep. 1954   | Leipzig         | Leipzig          | Deutsche Hochschule für Körperkultur                      | SV Wissenschaft                            |
|        | SC Lokomotive Leipzig                            | 5. Sep. 1954    | Leipzig         | Leipzig          | Deutsche Reichsbahn                                       | SV Lokomotive                              |
|        | SC Rotation Leipzig                              |                 | Leipzig         | Leipzig          |                                                           | SV Rotation                                |
|        | ASK Vorwärts Leipzig                             | Jan. 1955       | Leipzig         | Leipzig          | Nationale Volksarmee                                      | ASV Vorwärts                               |
|        | SG Dynamo Luckenwalde                            | 1953            | Luckenwalde     | Potsdam          |                                                           | SV Dynamo                                  |
|        | SC Aufbau Magdeburg                              | 15. Juli 1955   | Magdeburg       | Magdeburg        | VEB Bau- und Montagekombinat Magdeburg                    | SV Aufbau                                  |
|        | ASG Vorwärts Neubrandenburg                      |                 | Neubrandenburg  | Neubrandenburg   | Nationale Volksarmee                                      | ASV Vorwärts                               |
|        | ASK Vorwärts Oberhof                             | 25. Aug. 1956   | Oberhof         | Suhl             | Nationale Volksarmee                                      | ASV Vorwärts                               |
|        | SC Traktor Oberwiesenthal                        | 1955            | Oberwiesenthal  | Karl-Marx-Stadt  |                                                           | SV Traktor                                 |
|        | SG Dynamo Potsdam (ab 1954 nicht mehr bestehend) | 1953            | Potsdam         | Potsdam          |                                                           | SV Dynamo (seit 1954 zum SC Dynamo Berlin) |
|        | ASK Vorwärts Potsdam                             | 1. Okt. 1956    | Potsdam         | Potsdam          | Nationale Volksarmee                                      | ASV Vorwärts                               |
|        | SC Riesa                                         | 1954            | Riesa           | Dresden          | VEB Rohrkombinat Stahl- und Walzwerk „Karl Marx“ Riesa    | SV Stahl                                   |
|        | SC Empor Rostock                                 | 11. Nov. 1954   | Rostock         | Rostock          | Fischkombinat Rostock                                     | SV Empor                                   |
|        | ASK Vorwärts Rostock                             |                 | Rostock         | Rostock          | Nationale Volksarmee                                      | ASV Vorwärts                               |
|        | SC Traktor Schwerin                              | Juni 1955       | Schwerin        | Schwerin         |                                                           | SV Traktor                                 |
|        | SC Fortschritt Weißenfels                        | 21. Dez. 1954   | Weißenfels      | Halle            | VEB Schuhfabrik „Banner des Friedens“ Weißenfels          | SV Fortschritt                             |
|        | SG Dynamo Weißwasser                             | 1. Sep. 1953    | Weißwasser      | Cottbus          |                                                           | SV Dynamo                                  |
|        | SC Motor Zella-Mehlis                            | 1954            | Zella-Mehlis    | Suhl             |                                                           | SV Motor                                   |
|        | SG Dynamo Zinnwald                               | 15. Okt. 1956   | Zinnwald        | Dresden          |                                                           | SV Dynamo                                  |

Erste kleinere Änderungen am Sportclubnetz ergaben sich bereits in den ersten Jahren seines Bestehens. So ging der SC Motor Berlin am 16. Juni 1957 in den TSC Oberschöneweide über. Im gleichen Jahr wurde der SC Stahl Riesa aufgelöst und seine Sektionen wieder der BSG Stahl Riesa angegliedert. Am 4. Dezember 1957 fusionierten Aufbau Klingenthal und der Skisport-Schwerpunkt der Sportvereinigung Dynamo zum neuen SC Dynamo Klingenthal. Am 30. Juni 1958 schlossen sich Chemie Halle-Leuna und Wissenschaft Halle zum neuen SC Chemie Halle zusammen. Im Jahr 1960 folgte die Abspaltung der Eishockey-Sektion von Vorwärts Berlin und ihre Delegierung zum ASK Vorwärts Crimmitschau. Ebenfalls 1960 wurde der SC Fortschritt Weißenfels aufgelöst und seine Sektionen wieder an die BSG Fortschritt Weißenfels angeschlossen, 1961 kam es zur Auflösung des ASK Vorwärts Erfurt.

## Bezirkssportclubs in den 1960er bis 1980er Jahren
Ab 1961 erfolgte auf staatliche Anordnung eine verstärkte Konzentration der Sportclubs. Idealerweise sollte jeder Bezirk einen Sportclub nebst KJS haben, der in der Bezirkshauptstadt anzusiedeln ist. Zu Beginn der 1960er Jahre gab es in fast allen Bezirken Sportclubs, die die Sportvereinigungen gegründet hatten. Noch keine Sportclubs hatten die Bezirke Potsdam, Frankfurt und Neubrandenburg. Deshalb erfolgten auf das Betreiben der dortigen Bezirksleitungen hin die Gründungen des SC Potsdam (1961) sowie des SC Frankfurt und des SC Neubrandenburg (jeweils 1962).
Dass die Sportclubs der Sportvereinigungen ab 1960 komplett den Bezirkssportclubs wichen, äußert sich daneben unter anderem auch in diversen Fusionen und Umbenennungen. In Berlin, wo 1960 fünf Sportclubs (Dynamo, Vorwärts, Einheit, Rotation und Oberschöneweide) bestanden, sollte deren Anzahl mittels Bildung eines großen zivilen Sportclubs verringert werden. Dies geschah durch die Zusammenlegung von Einheit und Rotation Berlin mit dem TSC Oberschöneweide zum TSC Berlin. Im Bezirk Cottbus entstand 1963 anstelle des aufgelösten SC Aktivist Brieske-Senftenberg der SC Cottbus in der Bezirkshauptstadt. Im Bezirk Karl-Marx-Stadt wurde ebenfalls 1963 der SC Wismut aufgelöst und Motor Karl-Marx-Stadt in SC Karl-Marx-Stadt umbenannt. Im Bezirk Leipzig vereinigten sich 1963 die Sportclubs Rotation und Lokomotive zum SC Leipzig, ein Jahr später änderte der SC Wissenschaft DHfK seinen Namen in SC DHfK Leipzig. Am 27. Juli 1965 folgte schließlich die Umbenennung des SC Aufbau Magdeburg in SC Magdeburg.
Binnen zwei Jahren waren somit die noch von den Sportvereinigungen herrührenden Bezeichnungen Rotation, Aktivist, Lokomotive, Wismut, Wissenschaft und Aufbau aus den Sportclubnamen weggefallen. Im Jahr 1965 befand sich nun in jedem Bezirk genau ein ziviler Sportclub. „Zivile“ Sportclubs waren jene, die nicht der ASV Vorwärts oder der SV Dynamo angehörten, die beide weiterhin mehrere, über die gesamte DDR verteilte Leistungsschwerpunkte betrieben. Bis auf Motor Zella-Mehlis (Bezirk Suhl), Motor Jena (Bezirk Gera) und Traktor Oberwiesenthal (Bezirk Karl-Marx-Stadt) waren alle zivilen Sportclubs in den Bezirkshauptstädten angesiedelt.

### Liste der DDR-Sportclubs 1965
| Wappen | Sportclub                 | Gründung/Umbenennung | Leistungssportsektionen | Bezirk           |
| ------ | ------------------------- | -------------------- | --- | ---------------- |
|        | SC Dynamo Berlin          | 1. Okt. 1954         | Boxen, Eishockey, Eiskunstlauf, Eisschnelllauf, Fechten, Fußball, Handball, Leichtathletik, Radsport, Schwimmen, Turnen, Volleyball                                                                                       | Ostberlin        |
|        | TSC Berlin                | 18. Feb. 1963        | Basketball, Boxen, Eiskunstlauf, Eisschnelllauf, Fußball, Gewichtheben, Handball, Kanurennsport, Leichtathletik, Radsport, Rudern, Schach, Schwimmen, Segeln, Tennis, Tischtennis, Volleyball, Wasserball, Wasserspringen | Ostberlin        |
|        | ASK Vorwärts Berlin       | 29. Sep. 1953        | Boxen, Fußball, Gewichtheben, Handball, Judo, Leichtathletik, Pferdesport, Radsport, Ringen, Rudern, Sportschießen, Turnen                                                                                                | Frankfurt (Oder) |
|        | ASK Vorwärts Brotterode   | 1956                 | Skispringen | Suhl             |
|        | SC Cottbus                | 19. Apr. 1963        | Boxen, Fußball, Leichtathletik, Radsport, Turnen | Cottbus          |
|        | ASK Vorwärts Crimmitschau | 1960                 | Eishockey | Karl-Marx-Stadt  |
|        | SG Dynamo Dresden         | 12. Apr. 1953        | Fußball | Dresden          |
|        | SC Einheit Dresden        | 21. Nov. 1954        | Eishockey, Eiskunstlauf, Eisschnelllauf, Fechten, Fußball, Gewichtheben, Kanurennsport, Leichtathletik, Rudern, Schach, Schwimmen, Turnen, Wasserspringen                                                                 | Dresden          |
|        | SC Turbine Erfurt         | Sep. 1954            | Eiskunstlauf, Eisschnelllauf, Fußball, Leichtathletik, Radsport, Schwimmen | Erfurt           |
|        | SC Frankfurt              | 1962                 | Fußball | Frankfurt (Oder) |
|        | SC Chemie Halle           | 30. Juni 1958        | Basketball, Boxen, Fußball, Kegeln, Leichtathletik, Rhythmische Sportgymnastik, Ringen, Rudern, Schach, Schwimmen, Tennis, Turnen, Wasserspringen                                                                         | Halle            |
|        | SC Dynamo Hoppegarten     | 1963                 | Fallschirmsport, Judo, Pferdesport, Sportschießen | Frankfurt (Oder) |
|        | SC Motor Jena             | 19. Nov. 1954        | Fechten, Fußball, Hockey, Leichtathletik, Ringen, Schwimmen, Tischtennis | Gera             |
|        | SC Karl-Marx-Stadt        | 1. Juli 1963         | Eiskunstlauf, Eisschnelllauf, Fußball, Gewichtheben, Leichtathletik, Radsport, Schwimmen, Turnen | Karl-Marx-Stadt  |
|        | SC Dynamo Klingenthal     | 4. Dez. 1957         | Ski nordisch | Karl-Marx-Stadt  |
|        | SC DHfK Leipzig           | 25. September 1954   | Fußball, Handball, Kanurennsport, Judo, Leichtathletik, Radsport, Rudern, Schwimmen, Turnen, Wasserspringen | Leipzig          |
|        | SC Leipzig                | Juli 1963            | Fechten, Fußball, Handball, Hockey, Judo, Rhythmische Sportgymnastik, Ringen, Turnen, Volleyball | Leipzig          |
|        | ASK Vorwärts Leipzig      | Jan. 1955            | Basketball, Gewichtheben, Kanu, Fechten, Radsport, Sportschießen | Leipzig          |
|        | SG Dynamo Luckenwalde     | 1953                 | Ringen | Potsdam          |
|        | SC Magdeburg              | 27. Juli 1965        | Boxen, Fußball, Handball, Kanurennsport, Rudern Schwimmen | Magdeburg        |
|        | SC Neubrandenburg         | 1. Mai 1962          | Fußball, Kanurennsport, Leichtathletik | Neubrandenburg   |
|        | ASK Vorwärts Oberhof      | 25. Aug. 1956        | Biathlon, Bobsport, Nordische Kombination, Rennrodeln, Skilanglauf | Suhl             |
|        | SC Traktor Oberwiesenthal | 1955                 | Biathlon, Nordische Kombination, Rennrodeln, Ski alpin, Skilanglauf, Skispringen | Karl-Marx-Stadt  |
|        | SC Potsdam                | 6. Feb. 1961         | Fußball, Leichtathletik, Turnen, Volleyball | Potsdam          |
|        | SG Dynamo Potsdam         | spätestens 1968      | Rudern | Potsdam          |
|        | ASK Vorwärts Potsdam      |                      | Fechten, Kanurennsport, Leichtathletik, Schwimmen, Turnen | Potsdam          |
|        | SC Empor Rostock          | 11. Nov. 1954        | Eishockey, Fußball, Handball, Kanurennsport, Leichtathletik, Schwimmen, Segeln, Turnen, Wasserspringen | Rostock          |
|        | ASK Vorwärts Rostock      | 1956                 | Ringen, Rudern, Schwimmen, Segeln | Rostock          |
|        | SC Traktor Schwerin       | Juni 1955            | Boxen, Leichtathletik, Segeln, Volleyball | Schwerin         |
|        | SG Dynamo Weißwasser      | 1. Sep. 1953         | Eishockey | Cottbus          |
|        | SC Motor Zella-Mehlis     | 1954                 | Ringen, Nordische Kombination, Skilanglauf, Skispringen | Suhl             |
|        | SG Dynamo Zinnwald        | 15. Okt. 1956        | Biathlon, Bobsport, Rennrodeln | Dresden          |

Ende 1965 erhielt der Fußball eine Sonderstellung im Leistungssportsystem der DDR: Aus zehn bestehenden Sportclubs wurden eigene Fußballclubs herausgelöst, die danach den Spielbetrieb in der DDR-Oberliga bestimmten.
Da der Fußball nur noch in den zehn neugebildeten Fußballclubs gefördert werden sollte, schieden auch aus allen anderen Sportclubs die Fußballsektionen aus. Sie schlossen sich meist wieder Betriebssportgemeinschaften an und spielten unter anderem Namen weiter. Im Einzelnen betraf dies Motor Schwerin, Motor Babelsberg, FSV Lok Dresden, Energie Cottbus, FSV Neubrandenburg und Dynamo Frankfurt.
In den Folgejahren gab es bei den Sportclubs keine großangelegten und flächendeckenden, sondern nur noch einzelne Umstrukturierungen. So löste sich 1969 der SC Frankfurt auf, da der ohnehin im Bezirk Frankfurt (Oder) (Strausberg) beheimatete ASK Vorwärts Berlin in die Bezirkshauptstadt delegiert wurde und fortan als ASK Vorwärts Frankfurt antrat. In Potsdam wurde im gleichen Jahr in einem ähnlichen Fall der dortige SC zugunsten des erfolgreicheren ASK Vorwärts Potsdam aufgelöst. In Berlin erlangte ebenfalls 1969 der SC Berlin-Grünau seine Eigenständigkeit vom TSC. Im Zuge der Neustrukturierung des DDR-Eishockey-Spitzensports verlor 1970 der ASK Vorwärts Crimmitschau seinen Clubstatus, die dortige Mannschaft spielte in der BSG Einheit Crimmitschau weiter. Im Jahr 1973 erhielt Gera als die einzige ohne Sportclub verbliebene Bezirkshaupt- und zugleich Großstadt mit der SG Wismut Gera eine sportclubähnlich geförderte Sportgemeinschaft. Der ASK Vorwärts Brotterode wurde 1975 aufgelöst, die Skispringer schlossen sich dem ASK Vorwärts Oberhof an. Ebenfalls nur bis Mitte der 1970er Jahre bestand der ASK Vorwärts Leipzig. Im Jahr 1988 schließlich spaltete sich der FSC Dynamo Eilenburg vom SC Dynamo Hoppegarten ab, der seinerseits aus dem SC Dynamo Berlin entstanden war. Infolge eines DTSB-Beschlusses wurden 1989 noch vor dem Mauerfall in den Sportclubs die Sommer- und Wintersportarten voneinander separiert, was zur Gründung von Eissportclubs führte. Konkret entstanden daraufhin der ESC Dresden (aus dem SC Einheit) und der ESC Erfurt (aus dem SC Turbine).

## Sportclubs in der Wende-Zeit
Bei der Auflösung der Sportclubs 1990 bot sich folgendes Bild:

### Liste der DDR-Sportclubs 1990
| Wappen | Sportclub                 | Jahr      | weitere Entwicklung                        | Nachfolger |
| ------ | ------------------------- | --------- | ------------------------------------------ | --- |
|        | SC Dynamo Berlin          | 1990      | Aufteilung                                 | 1. PSC Berlin EHC Dynamo Berlin                                                                                           |
|        | TSC Berlin                | 1990 1991 | Neugründung als e. V. Umbenennung          | Berliner TSC |
|        | SC Berlin-Grünau          | 1990      | Neugründung als e. V.                      | SC Berlin-Grünau |
|        | SC Cottbus                | 1990 1992 | Neugründung als e. V. Aufteilung           | Boxclub Cottbus Lausitzer Handball-Club Cottbus Leichtathletik-Club Cottbus Radsportclub Cottbus Sportclub Cottbus Turnen |
|        | SG Dynamo Dresden         | 1990      | Umbenennung und Neugründung als e. V.      | 1. FC Dynamo Dresden |
|        | ESC Dresden               | 1990      | Neugründung als e. V.                      | ESC Dresden |
|        | SC Einheit Dresden        | 1990      | Umbenennung und Neugründung als e. V.      | Dresdner SC |
|        | FSC Dynamo Eilenburg      | 1990      | Umbenennung und Neugründung als e. V.      | FSV Eilenburg |
|        | ESC Erfurt                | 1990      | Neugründung als e. V.                      | ESC Erfurt |
|        | SC Turbine Erfurt         | 1990      | Umbenennung und Neugründung als e. V.      | TSV Erfurt |
|        | ASK Vorwärts Frankfurt    | 1990      | Aufteilung und loser Wiederzusammenschluss | Frankfurter Sportunion |
|        | SG Wismut Gera            | 1990      | Aufteilung                                 | SSV Gera 1990 BC Wismut Gera                                                                                              |
|        | SC Chemie Halle           | 1990      | Umbenennung und Neugründung als e. V.      | SV Halle |
|        | SC Dynamo Hoppegarten     | 1990      | Aufteilung                                 | Budoverein Dynamo Hoppegarten SC Diana Hoppegarten                                                                        |
|        | SC Motor Jena             | 1990      | Umbenennung und Neugründung als e. V.      | TuS Jena |
|        | SC Karl-Marx-Stadt        | 1990      | Aufteilung                                 | SC Chemnitz LAC Erdgas Chemnitz Eislaufverein Chemnitz                                                                    |
|        | SC Dynamo Klingenthal     | 1990      | Umbenennung und Neugründung als e. V.      | Polizeiskiclub Klingenthal                                                                                                |
|        | SC DHfK Leipzig           | 1990      | Neugründung als e. V.                      | SC DHfK Leipzig |
|        | SC Leipzig                | 1990      | Aufteilung                                 | VfB Leipzig SC DHfK Leipzig VV Leipzig                                                                                    |
|        | SG Dynamo Luckenwalde     | 1990      | Umbenennung und Neugründung als e. V.      | 1. Luckenwalder SC |
|        | SC Magdeburg              | 1990      | Neugründung als e. V.                      | SC Magdeburg |
|        | SC Neubrandenburg         | 1990      | Neugründung als e. V.                      | SC Neubrandenburg |
|        | ASK Vorwärts Oberhof      | 1990      | Umbenennung und Neugründung als e. V.      | WSV Oberhof 05 |
|        | SC Traktor Oberwiesenthal | 1990      | Umbenennung und Neugründung als e. V.      | Oberwiesenthaler SV 1990                                                                                                  |
|        | SG Dynamo Potsdam         | 1990      | Umbenennung und Neugründung als e. V.      | Potsdamer Ruder-Gesellschaft                                                                                              |
|        | ASK Vorwärts Potsdam      | 1990      | Umbenennung und Neugründung als e. V.      | OSC Luftschiffhafen |
|        | SC Empor Rostock          | 1990 1999 | Neugründung als e. V. Aufspaltung          | 1. LAV Rostock HC Empor Rostock SC Empor Rostock 2000 Wasserspringer-Club Rostock                                         |
|        | ASK Vorwärts Rostock      | 1990      | Umbenennung und Neugründung als e. V.      | ORC Rostock |
|        | SC Traktor Schwerin       | 1990      | Umbenennung und Neugründung als e. V.      | Schweriner SC |
|        | SG Dynamo Weißwasser      | 1990      | Umbenennung und Neugründung als e. V.      | PEV Weißwasser |
|        | SC Motor Zella-Mehlis     | 1990      | Neugründung als e. V.                      | SC Motor Zella-Mehlis |
|        | SG Dynamo Zinnwald        | 1990      | Umbenennung und Neugründung als e. V.      | SWV Altenberg |

Im Jahr 1990 wurden die DDR-Sportclubs als solche aufgelöst. Sie verloren ihre Trägerbetriebe und wurden fortan nicht mehr hauptamtlich geführt. Stattdessen erhielten sie, sofern sie neugegründet wurden, nach bundesdeutschem Vorbild einen neuen Rechtsstatus als eingetragener Verein (e. V.). Einige Sportclubs wurden nicht wieder neugegründet, sondern ihre Sektionen schlossen sich anderen, neuen Vereinen an. Mit dem SC Berlin-Grünau, dem SC Magdeburg, dem SC Neubrandenburg, dem SC Motor Zella-Mehlis und dem SC DHfK Leipzig bestehen nur fünf Sportclubs dem Namen nach unverändert bis heute fort.